# Mario (film 1914)
Mario è un cortometraggio muto del 1914 diretto da Raymond B. West

## Produzione
Il film fu prodotto da Thomas H. Ince per la Broncho Film Company.

## Distribuzione
Distribuito dalla Mutual, il film - un cortometraggio in due bobine - uscì nelle sale cinematografiche statunitensi il 4 marzo 1914.